# Livre de Sainte-Hélène
La livre de Sainte-Hélène est la devise monétaire officielle de l'île de Sainte-Hélène, elle est divisée en cent pence. Elle est liée à la livre sterling du Royaume-Uni.

## Histoire
À l’origine, la livre sterling britannique circulait à Sainte-Hélène. La livre était subdivisée en 20 shillings et chaque shilling en 12 pence.

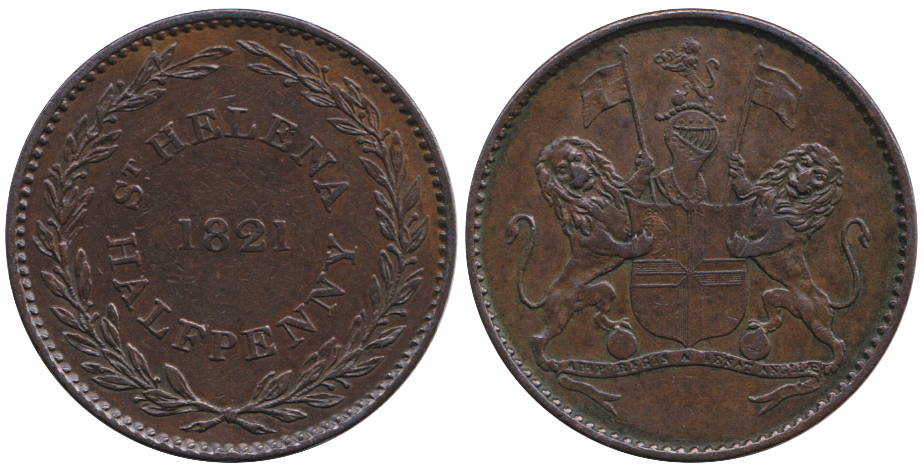
Halfpenny frappé pour l'île en 1821 par la British East India Company.

Ce problème a été complété par des émissions locales occasionnelles de devises en papier. Une pièce de monnaie, un demi-sou de cuivre, a également été frappée spécifiquement pour être utilisée dans les îles en 1821, qui se sont mélangées à des pièces de monnaie britanniques. Les billets étaient libellés en livres sterling et en shillings et étaient évalués à la livre sterling au pair.
Avant février 1961, la livre sud-africaine, d’une valeur alors équivalente à celle de la livre sterling, était également acceptée sur l’île, mais elle s’est arrêtée avec l’introduction du nouveau rand sud-africain décimal, de sorte qu’un rand vaut seulement 10 shillings sterling.
En 1976, le gouvernement de Sainte-Hélène a commencé à émettre de nouveaux billets de banque, libellés en décimales, destinés à être utilisés sur l'île. L'introduction de pièces de circulation destinées à être utilisées à Sainte-Hélène ainsi que l'Ascension a débuté en 1984. L'utilisation de ces pièces et billets a étendu de Sainte-Hélène et de l’île de l’Ascension à Tristan da Cunha.